# Dietlinger Wasserfälle
Die Dietlinger Wasserfälle gehören mit einer Gesamthöhe von über 70 Metern zu den höheren Wasserfällen im Schwarzwald. Sie liegen verborgen in einer unvermittelt eingeschnittenen, schroffen Nebenschlucht des abschnittweise ebenfalls schluchtartigen Tals der Schlücht im südöstlichen Hotzenwald, dem südlichsten Teil des Schwarzwaldes. Als Dietlinger Wasserfall bekannt ist nur die oberste Hauptstufe, da sie von Dietlingen aus über einen steilen, gesicherten Serpentinenpfad hinab zu einer kleinen Aussichtskanzel zugänglich ist.

## Beschreibung

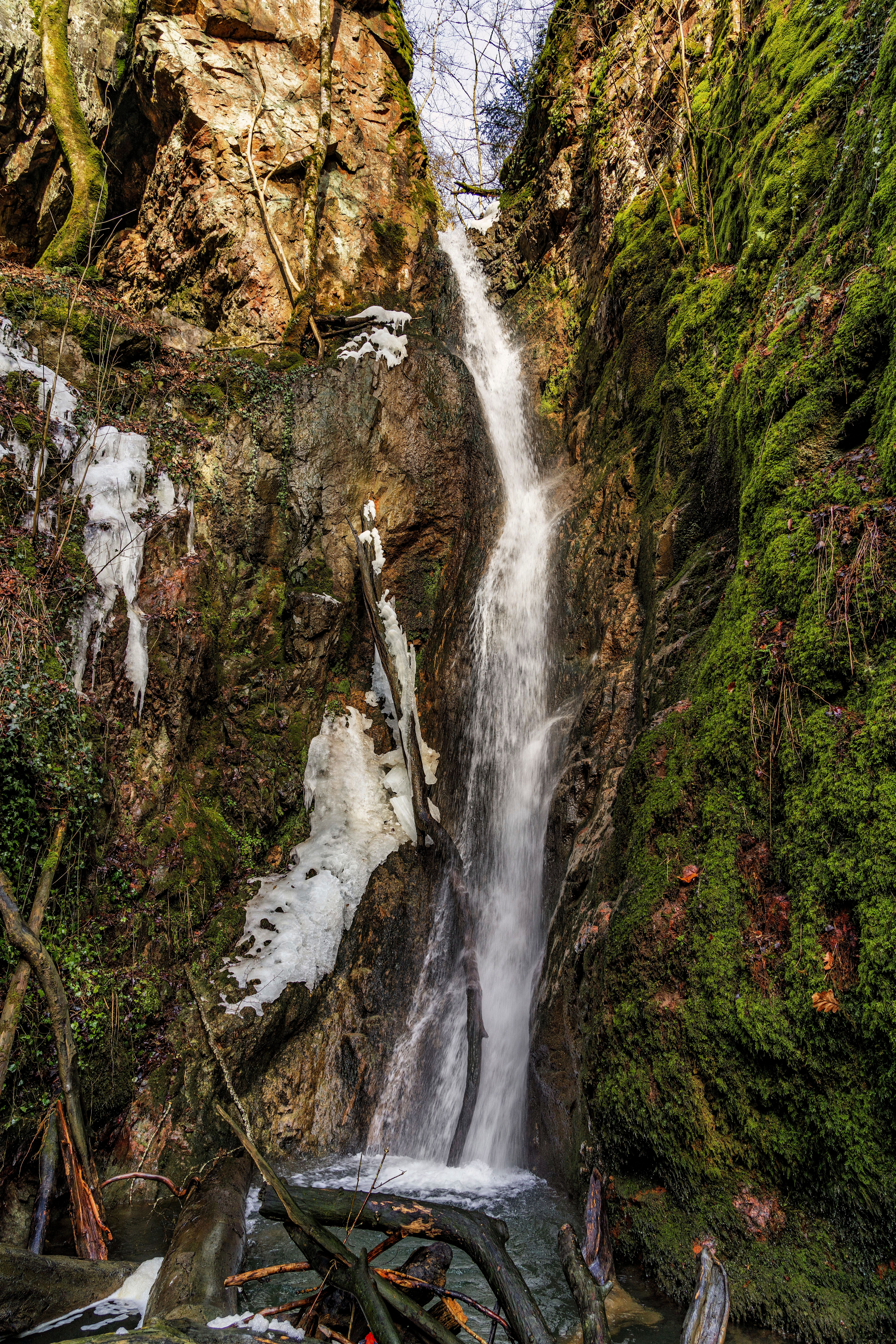
Obere Hauptstufe

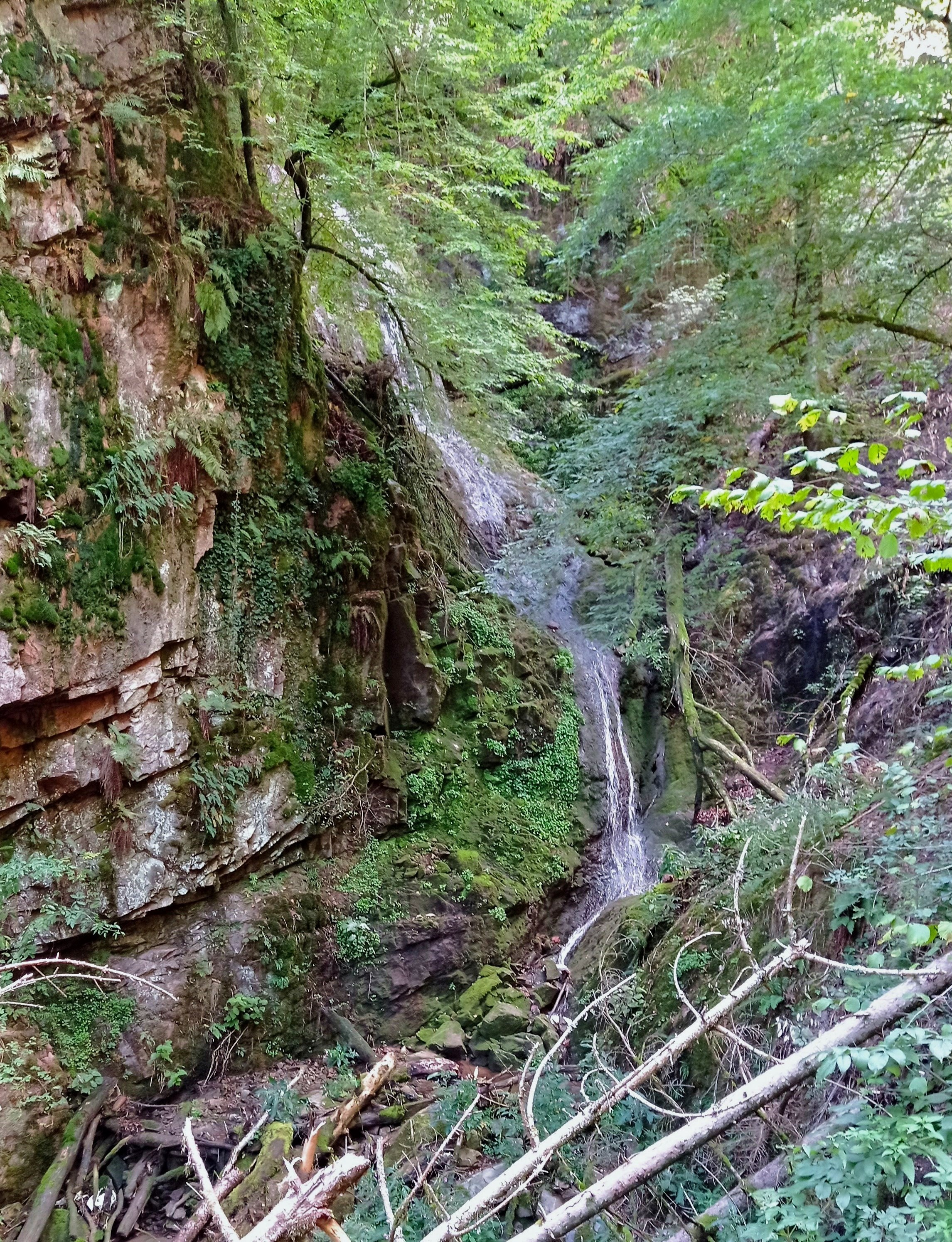
Untere Hauptstufe

Der eine weite grünlandreiche Hochmulde entwässernde Großbach bildet zunächst in einer etwa 30 Meter tiefen Talkerbe, die den Ort Dietlingen im Nordosten begrenzt, einen Fall von 2,5 Metern Höhe ⊙. Am Beginn der eigentlichen Schlucht stürzt er fast senkrecht in einen 20 Meter tiefen Felskessel ⊙, dessen Südwand in einen steilen Hang übergeht. Darin erhebt sich senkrecht über der nächsten, etwa 6 Meter hohen Stufe ⊙ der zugängliche Aussichtsfels, von dem man den Strahl des Hauptfalls zwischen glatten Wänden hinabschießen sieht. Nach etwa 100 Metern wendet sich der Sturzbach nordwärts und fällt jenseits einer Felskerbe teils gleitend 22 Meter tief in den unteren, rund 100 Meter Tiefe erreichenden Teil der Schlucht ⊙.  Flankiert von Blockhalden und senkrechten Wänden erreicht der Großbach dann nach kurzem Weg das Schlüchttal.

## Entstehung und Geologie
Die hügelige, sich deutlich zum Hochrhein abdachende Hochfläche des Hotzenwaldes wird von mehreren schroffen, bis über zehn Kilometer langen Waldschluchten der zum Hochrhein entwässernden Schwarzwaldflüsse durchzogen. Die Dietlinger Wasserfall-Schlucht ist nur eine von mehreren kurzen Mündungsschluchten minder erosionsstarker Nebenbäche dieser Flüsse mit ebenfalls bemerkenswerten Wasserfällen (Lehenbachfälle im Hauensteiner Murgtal, Rickenbachfälle in der Albschlucht).
Die rötlich-braunen Felswände und die Fallstufen des Großbachs werden gebildet von widerstandsfähigen porphyrischen Ganggesteinen, die die umgebenden, leichter verwitternden Gneis-Anatexite durchziehen. Die auffallend glatten Fallstufen sind überzogen von Kalksinterschichten, die aus dem Wasser des Großbachs an den Fallkanten und -strecken ausgefällt werden. Der dafür nötige hohe Gehalt des Bachwassers an Kalziumhydrogenkarbonat liegt an Gesteinen des Muschelkalks, die prägend im Einzugsgebiet des Großbachs ausstreichen.

## Vegetation und Naturschutz
Die oft instabilen Block- und Schutthänge sind schütter von Ahorn-Eschen-Schluchtwald mit Bergulme und Winterlinde bestanden. Innerhalb der Schlucht ist Forstwirtschaft nicht möglich. Die Schlucht ist in das Naturschutzgebiet Schwarza-Schlücht-Tal einbezogen.
Der Großbach ist durch Düngereinträge belastet (leichte Schaumbildung).